# Baltimore
Baltimore je grad i okrug u američkoj saveznoj državi Maryland. Godine 2007. imao je 637.455 stanovnika. Poznat je kao grad u kojem je živio slavni pisac Edgar Allan Poe, također i kao rodni grad sportaša Babe Rutha i Michaela Phelpsa. U gradu, osnovanom još 1729., postoji mnogo kulturno-povijesnih spomenika.
Baltimore je jedna od najvećih luka na atlantskoj obali SAD-a te centar teške i naftne industrije, kao i sjedište brojnih farmaceutskih tvrtki. Također, u gradu se nalazi i svjetski poznata bolnica Johns Hopkins, u sklopu istoimenog sveučilišta.

## Vanjske poveznice
- Službena stranica (engl.)

### Ostali projekti
|  | Zajednički poslužitelj ima još gradiva o temi Baltimore |